# 四塩化クロム
四塩化クロム（しえんかクロム、羅Chromium tetrachloratum, Chromii tetrachloridum）或いは塩化クロム(IV)は、クロムの不安定な塩化物であり、化学式はCrCl4。三塩化クロムを塩素と加熱する事で合成でき、常温で分解して元の原料に戻る。塩化クロムには本物資の他にⅡ価の二塩化クロム、Ⅲ価の三塩化クロムも知られている。
{\displaystyle {\rm {\ 2CrCl_{3}+Cl_{2}{\xrightarrow {\Delta }}2CrCl_{4}}}}

## 関連
- 塩化クロム
- ヨウ化クロム
- 酸化クロム